# Cabranes
Cabranes är en kommun i Spanien.Den ligger i den autonoma regionen Asturien i nordvästra delen av landet, 400 km nordväst om huvudstaden Madrid. Antalet invånare är 1 097 (2024). Arean är 38,31 kvadratkilometer. Cabranes gränsar till Villaviciosa, Piloña, Nava och Sariego. 